# خانه‌های بریم شماره ۵۵
خانه‌های بریم شماره ۵۵ مربوط به دوره پهلوی دوم است و در آبادان، منطقه مسکونی بریم، پلاک ۵۵ واقع شده و این اثر در تاریخ ۳۰ بهمن ۱۳۸۶ با شمارهٔ ثبت ۲۱۲۰۶ به‌عنوان یکی از آثار ملی ایران به ثبت رسیده است.